# Milaș
Milaș (en hongrois : Nagynyulas) est une commune du județ de Bistrița-Năsăud en Transylvanie (Roumanie).